# Open GDF Suez Seine-et-Marne 2013
L'Open GDF Suez Seine-et-Marne 2013 è stato un torneo femminile di tennis giocato sul cemento indoor. È stata la 1ª edizione del torneo dell'Open GDF Suez Seine-et-Marne, che fa parte della categoria ITF 50 K nell'ambito dell'ITF Women's Circuit 2013. Il torneo si è giocato al Ligue de Seine-et-Marne di Croissy-Beaubourg, dal 25 al 31 marzo 2013.

## Campionesse

### Singolare
Anne Keothavong ha battuto in finale  Sandra Záhlavová con il punteggio di 7–6(3), 6–3.

### Doppio
Anna-Lena Friedsam /  Alison Van Uytvanck hanno battuto in finale  Stéphanie Foretz Gacon /  Eva Hrdinová con il punteggio di 6–3, 6–4.